# Vieux bâtiment administratif du domaine agricole à Dobričevo
Le vieux bâtiment administratif du domaine agricole à Dobričevo (en serbe cyrillique : Стара Управна зграда пољопривредног добра у Добричеву ; en serbe latin : Stara Upravna zgrada poljoprivrednog dobra u Dobričevu) se trouve  au hameau de Dobričevo, dans la municipalité de Ćuprija et dans le district de Pomoravlje, en Serbie. Il est inscrit sur la liste des monuments culturels protégés de la République de Serbie (identifiant no SK 577).

## Présentation
Le bâtiment est situé au centre d'un grand ensemble agricole situé sur la partie gauche de la route Ćuprija-Senje. Il a été construit dans les années 1860, à l'époque du second règne du prince Miloš Obrenović, pour servir de siège administratif à l'Institut public d'élevage (en serbe : Državni stočarski zavod) créé en 1852. Ce bâtiment est considéré comme l'un des plus beaux et des plus représentatifs de cette époque et, jusqu'à aujourd'hui, malgré quelques modifications mineures, il a conservé sa forme authentique.
De base rectangulaire, il est construit en matériaux solides avec des façades en mortier à fonction décorative ; son toit à quatre pans est recouvert de tuiles. L'édifice est ainsi caractéristique du style néo-classique, notamment par son apparence monumentale. Les décorations en relief sur les portails, les fenêtres, les cordons, les pilastres ainsi que le traitement des angles concourent à l'ornementation de l'ensemble.